# Clontarf (Minnesota)
Clontarf es una ciudad ubicada en el condado de Swift en el estado estadounidense de Minnesota. En el Censo de 2010 tenía una población de 164 habitantes y una densidad poblacional de 31,5 personas por km².

## Geografía
Clontarf se encuentra ubicada en las coordenadas 45°22′44″N 95°40′46″O / 45.37889, -95.67944. Según la Oficina del Censo de los Estados Unidos, Clontarf tiene una superficie total de 5.21 km², de la cual 5.09 km² corresponden a tierra firme y (2.29%) 0.12 km² es agua.

## Demografía
Según el censo de 2010, había 164 personas residiendo en Clontarf. La densidad de población era de 31,5 hab./km². De los 164 habitantes, Clontarf estaba compuesto por el 99.39% blancos, el 0% eran afroamericanos, el 0% eran amerindios, el 0.61% eran asiáticos, el 0% eran isleños del Pacífico, el 0% eran de otras razas y el 0% pertenecían a dos o más razas. Del total de la población el 2.44% eran hispanos o latinos de cualquier raza.